# Disacaridasa
Les disacaridases són hidrolases glicosídiques, enzims que trenquen els disacàrids (un cert tipus de sucres) en els monosacàrids (sucres més simples) que el formen. En el cos humà es troben a les vellositats de l'intestí prim. Són necessàries per a l'assimilació completa de quasi tots els carbohidrats presents en aliments i begudes, a part de glucosa i fructosa lliures. Els enzims escindeixen disacàrids com la sacarosa, maltosa i lactosa en els seus components monosacàrids.

## Hidròlisi
La hidròlisi dels disacàrids és ràpida i no sembla el pas limitador de la taxa d'absorció de sucres, excepte per la lactosa. D'aquesta manera, la concentració mesurada de l'activitat enzimàtica té una relació estreta amb la taxa d'absorció del sucre en individus normals capaços d'absorbir la lactosa.

## Deficiència en disacaridases
La deficiència de les disacaridases provoca la intolerància als carbohidrats induïda per la fermentació bacteriana dels sucres no digerits que són alliberats al còlon. Al cap d'una hora de la ingestió d'aliments que contenen aquests sucres, amb una deficiència de disacaridases, ja es tenen símptomes.
La causa més comuna de la deficiència de les disacaridases és la intolerància a la lactosa.
Les deficiències en la funció de les disacaridases a conseqüència de mutacions genètiques o a conseqüència de patologies d'òrgans estan associades amb una mala digestió de carbohidrats i símptomes d'intolerància gastrointestinal com ara diarrea, flatulència i dolor abdominal.

### Causa de la deficiència
La causa de la deficiència en disacaridases són diverses:
- Causa congènita
- Causa adquirida

## Exemples de disacaridases
La sucrosa-isomaltasa (SI), la maltasa glucoamilasa (MGAM) i la lactasa (LPH) són les principals disacaridases de l'intestí prim que hidrolitzen disacàrids o oligosacàrids a monosacàrids per a l'absorció.
- La sucrosa-isomaltasa amb activitats α-1,2,α-1,4 i α-1,6 pot hidrolitzar sacarosa, maltosa, isomaltosa i maltooligosacàrids, que són ingerits o produïts per l'activitat endo-α-amilasa de les amilases salivals i pancreàtiques.
- La maltasa glucoamilasa té activitat α-1,4-glucosidasa i contribueix a la digestió de la maltosa i maltooligosacàrids.
- La lactasa amb activitat β-galactosidasa és l'únic enzim que hidrolitza el sucre de la llet, la lactosa, al lumen intestinal.

Aquestes disacaridases están anclades a les membranes, són proteïnes N- i O-glicosilades, i són sintetitzades com polipèptids individuals a la membrana del RE, transportades al llarg de la via secretora i classificades en la superfície apical de les cèl·lules epitelials.